# رزونانس فرمی

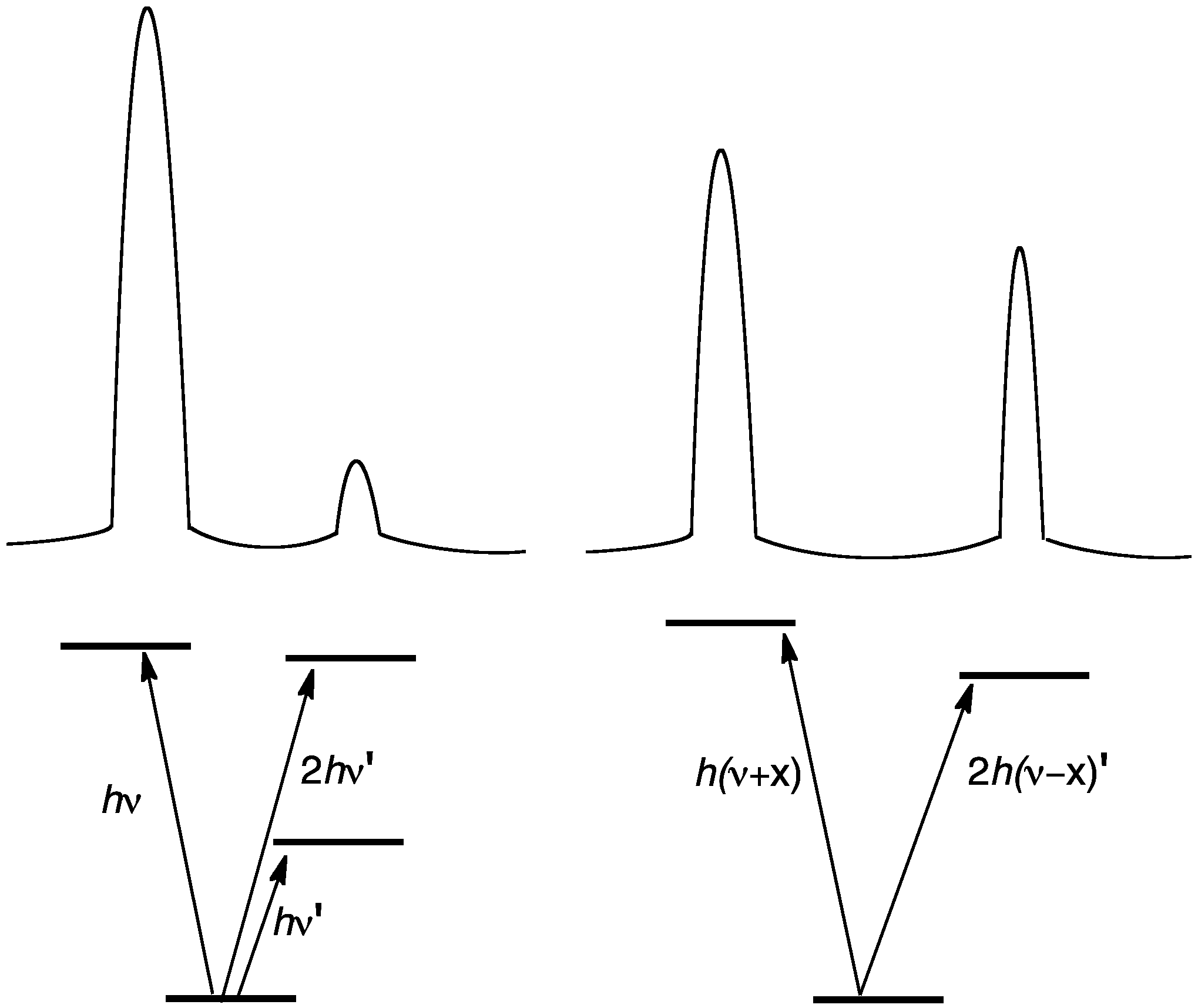
ظاهر ایده‌آل یک حالت عادی و فراتون رنگ قبل و بعد از رزونانس فرمی. در زیر طیف‌های ایده‌آل، طرح‌های سطح انرژی ایده‌آل وجود دارد.

رزونانس فرمی جابجایی انرژی‌ها و شدت باندهای جذبی در طیف فروسرخ یا طیف‌سنجی رامان است. این نتیجه همآمیزی تابع موج مکانیکی کوانتومی است. این پدیده توسط فیزیکدان ایتالیایی انریکو فرمی بازنمود داده شد.

## روش گزینش و رخداد
دو شرط برای رخ دادن تشدید فرمی باید رعایت شود:
- دو حالت ارتعاشی یک مولکول بر اساس نمایش غیرقابل تقلیل یکسان در گروه نقطه مولکولی خود تغییر شکل می‌دهند. به عبارت دیگر، دو ارتعاش باید تقارن‌های یکسانی داشته باشند (نمادهای مولیکن).
- انتقال‌ها به‌طور تصادفی انرژی‌های بسیار مشابهی دارند.

رزونانس فرمی اگر آنها تقریباً از نظر انرژی منطبق باشند اغلب بین برانگیختگی‌های بنیادی و فراتون رخ می‌دهد.